# Claës Rundberg
Klas Johan „Claës“ Rundberg (* 14. November 1874 in Malmbäck; † 27. Mai 1958 in Säby) war ein schwedischer Sportschütze.

## Erfolge
Claës Rundberg nahm an den Olympischen Spielen 1908 in London teil. Mit dem Freien Gewehr gewann er mit der Mannschaft im Dreistellungskampf die Silbermedaille hinter Norwegen und vor Frankreich. Mit 759 Punkten war er der fünftbeste Schütze der Mannschaft, zu der neben Rundberg noch Per-Olof Arvidsson, Janne Gustafsson, Gustaf Adolf Jonsson, Axel Jansson und Gustav-Adolf Sjöberg gehörten. Im Mannschaftswettbewerb mit dem Armeegewehr über sechs Distanzen erreichte er den fünften Rang.